# Dr. Jekyll and Ms. Hyde
Dr. Jekyll and Ms. Hyde es una película de comedia de ciencia ficción de 1995 dirigida por David Price, basada en la novela de terror de 1886 de Robert Louis Stevenson El extraño caso del doctor Jekyll y el señor Hyde. Está protagonizada por Sean Young, Tim Daly y Lysette Anthony. La historia tiene lugar en los tiempos modernos y se trata de un químico torpe que manipula la fórmula de su bisabuelo, transformándose accidentalmente en una bella mujer de negocios que está decidida a acabar con su vida.

## Argumento
El Dr. Richard Jacks es un perfumista que trabaja en una importante empresa de fragancias. Sus proyectos han fracasado y la directora ejecutiva, la Sra. Unterveldt, rechaza su último perfume, alegando que es un perfume de mujer y que quiere que una mujer trabaje en él. Después de la muerte de su bisabuelo, Richard asiste a la lectura del testamento. Recibe nada más que viejas notas de experimentos científicos y descubre que su antepasado fue el Dr. Henry Jekyll. Luego decide agregar más estrógeno a la fórmula original de su antepasado, con la esperanza de perfeccionarla. Ingiere el suero, pero después de esperar toda la noche no pasa nada. Su alarma le recuerda asistir a una entrevista de trabajo en un restaurante. Poco después de sentarse, el camarero derrama café sobre Richard, lo que provoca que comience una transformación. El vello de su brazo desaparece, su voz comienza a cambiar y su pene y testículos se transforman en una vagina dentro de sus pantalones. Su cabello crece, y cuando el mesero viene a secarle el pecho con una toalla, un seno se infla. Intenta disculparlo como una reacción alérgica, pero cuando el otro lado también se infla, sale corriendo del restaurante y regresa a su laboratorio de trabajo.
Adoptando el alias de "Helen Hyde", la mujer convence a los colegas de Richard de que ella es su nueva asistente. Ella reescribe sus informes, es amable con su secretaria, coquetea con sus superiores, Yves Dubois y Oliver Mintz, y se recompensa con una juerga de compras. Más tarde, Helen conoce y se hace amiga de la prometida de Richard, Sarah, y la convence de que se mude de su apartamento solo para poder tenerlo ella sola.
Al día siguiente, después de varios comentarios de colegas, Richard se da cuenta de que no recuerda haberse convertido en Helen. No obstante, se siente fortalecido e invita a Sarah a su casa para una cena romántica. Todo parece ir bien hasta que se da cuenta de que se está transformando en Helen nuevamente, lo que hace que Sarah huya confundida. Helen se siente resentida por tener que compartir un cuerpo. Ella organiza un accidente laboral para el amigo de Richard, Pete, para poder robarle su trabajo como perfumista. Incluso intenta seducir a Oliver, pero de repente se convierte en Richard, quien se ve obligado a huir aterrorizado. Oliver nombra a Helen como supervisora de Richard. Cuando Richard intenta esposarse para evitar que Helen salga de su apartamento, Sarah lo sorprende, quien cree que están teniendo una aventura después de encontrar la ropa de Helen en su armario.
Helen luego tiene una reunión privada con Dubois y Mintz presentando "Indulge", un perfume que le robó a Richard. Al mismo tiempo, acaricia las entrepiernas de ambos hombres con los pies enfundados en mangueras para obtener su aprobación para Indulge. Luego, Helen hace dos cintas de video y le revela a Richard que tiene la intención de apoderarse de su cuerpo por completo. Richard intenta que la despidan desnudándose y escribiendo comentarios obscenos en su cuerpo, pero Helen retrasa la transformación y Richard termina siendo despedido. Helen también intercepta una llamada de Pete, quien intenta demostrar que ella le robó su trabajo; haciéndose pasar por un conductor varado y lo electrocuta.
Sarah finalmente se convence cuando Richard le muestra imágenes de seguridad de su primera transformación. Se las arregla para inventar una nueva fórmula para deshacerse de Helen para siempre, pero Sarah debe administrarla una vez que se transforme. Para evitar dejarla escapar, Richard esposa sus manos y amarra sus pies a una cama. Sarah solo logra administrar parte de la fórmula antes de que Helen escape para asistir a la fiesta de lanzamiento de Indulge.
Sarah sigue a Helen a la fiesta y se da cuenta de que la fórmula la está transformando gradualmente en Richard. Una vez que Helen sube para celebrar el éxito de su nuevo perfume, Sarah le inyecta la fórmula restante. Richard vuelve a la normalidad y da un discurso a sus colegas, admitiendo que en realidad era Helen, pero afirmando que necesitaba convertirse en mujer para entenderlos. Luego, su jefe lo contrata nuevamente, con una promoción y algunas vacaciones para que pueda recuperarse. Richard luego sale de la fiesta con Sarah.

## Reparto
- Tim Daly como el Dr. Richard Jacks, cuyo único deseo es lograr un avance científico que cambie su vida para bien.
- Sean Young como Helen Hyde, una seductora ninfómana en busca de poder.
- Lysette Anthony como Sarah Carver, la devota novia de Jacks.
- Stephen Tobolowsky como Oliver Mintz, supervisor de Jacks.
- Harvey Fierstein como Yves DuBois, un magnate del marketing.
- Thea Vidale como Valerie, la secretaria descontenta y con exceso de trabajo de Jacks.
- Jeremy Piven como Pete Walston, colega de Jacks.
- Polly Bergen como la Sra. Unterveldt, directora ejecutiva de la empresa.

## Recepción
La película recibió una calificación de "podrido" del 14% en Rotten Tomatoes.
La película fue nominada a tres Premios Razzie, incluyendo Peor Actriz para Sean Young, Peor Remake o Secuela y Peor Pareja en la Pantalla para Daly and Young. También fue nominada a la comedia más dolorosamente sin gracia en los Stinkers Bad Movie Awards de 1995 .
"A una edad en la que debería estar avanzando", escribió el crítico de cine Mick LaSalle, "ella ya se está parodiando a sí misma, parodiando su imagen pública, de todas las cosas, no su imagen en la pantalla... 

Es posible que Schlock sea natural de Young elemento y roles como este su verdadera vocación". 

Hugo Davenport en The Daily Telegraph dijo: "Además de ser una parodia de Stevenson, es tan grosero, tonto y misógino que hace que Confessions of a Window Cleaner parezca Dostoyevski".
Una reseña de The Austin Chronicle resumió la película diciendo: "En general, este aburrido PG-13 no es ni lo suficientemente grosero ni lo suficientemente inteligente como para llamar la atención de nadie".